# Gangliopus pyriformis
Gangliopus pyriformis är en kräftdjursart som beskrevs av Gerstaecker 1854. Gangliopus pyriformis ingår i släktet Gangliopus och familjen Pandaridae. Inga underarter finns listade i Catalogue of Life.